# Scomode verità
Scomode verità (Hard Truths) è un film del 2024 scritto e diretto da Mike Leigh.

## Trama
È la storia di due sorelle, Patsy e Chantelle, i cui caratteri appaiono subito opposti uno all'altro così come la loro vita. Patsy è fobica e irascibile, queste sue caratteristiche emergono nei confronti del marito Curtley, un tranquillo idraulico, e del figlio Moses la cui indole anodina non è certo aiutata dall'intrattabile madre. Non solo in famiglia il temperamento malinconico e furioso di Patsy emerge, all'interno di un anonimo piccolo supermercato trova il tempo di aggredire per futili motivi una disorientata giovane cassiera e la cliente che la seguiva nella fila che aveva provato spalleggiare la ragazza. Il carattere sereno di Chantelle, la sorella minore che la madre avrebbe preferito a Patsy e che di mestiere fa la parrucchiera,  si rispecchia nel suo viso sorridente e nei modi in cui sostiene la sorella in difficoltà relazionali dicendole tra l'altro di amarla al di là dei suoi aspri umori. Quando le famiglie delle due sorelle si riuniranno per festeggiare insieme la Festa della mamma Patsy confesserà a Chantelle che il suo matrimonio con Curtley non era stato che un ripiego privo di progettualità e successivamente di non aver avuto la forza di separarsi. È proprio in seguito a questa sincera confidenza che Patsy inizia a notare aspetti che aveva ignorato all'interno della sua famiglia, piccoli gesti e piccoli episodi di vita.

## Produzione
Originariamente previste per il 2020, le riprese sono state posticipate al 2023 a causa della pandemia di COVID-19. Nel febbraio 2024 è stata confermata la presenza nel cast di Marianne Jean-Baptiste, che era già stata diretta da Leigh in Segreti e bugie nel 1996.

## Promozione
Il primo trailer è stato diffuso il 4 settembre 2024.

## Distribuzione
Il film è stato presentato in anteprima mondiale il 6 settembre 2024 al Toronto International Film Festival. Nel corso dell'autunno, il film verrà presentato anche al Festival internazionale del cinema di San Sebastián, al New York Film Festival e al BFI London Film Festival, prima di approdare nelle sale statunitensi il 10 gennaio 2025. È stato distribuito nelle sale italiane dal 29 maggio 2025.

## Accoglienza

### Incassi
Il film ha incassato poco più di 2,5 milioni di dollari.

### Critica
Il film è stato accolto positivamente dalla critica e unanimi sono state le lodi per l'interpretazione di Marianne Jean-Baptiste nel ruolo della protagonista.
L'aggregatore di recensioni Rotten Tomatoes riporta un indice di gradimento del 100%.
Nel 2025 Cahiers du cinéma presenta Hatrd Truths (in Francia Deux sœurs) nella rubrica Film du mois (Il film del mese) valutando l'opera come la più essenziale e raffinata di Leigh la quale, pur non mancando di humour, questo viene ad essere stridente, larvato di violenza e tristezza. La storia non si risolve nel finale lasciando Pansy e suo marito in una posizione e in una espressione senza che si venga a sapere  se si tratti di una pietrificazione o di una promessa.